# 커프 링크스

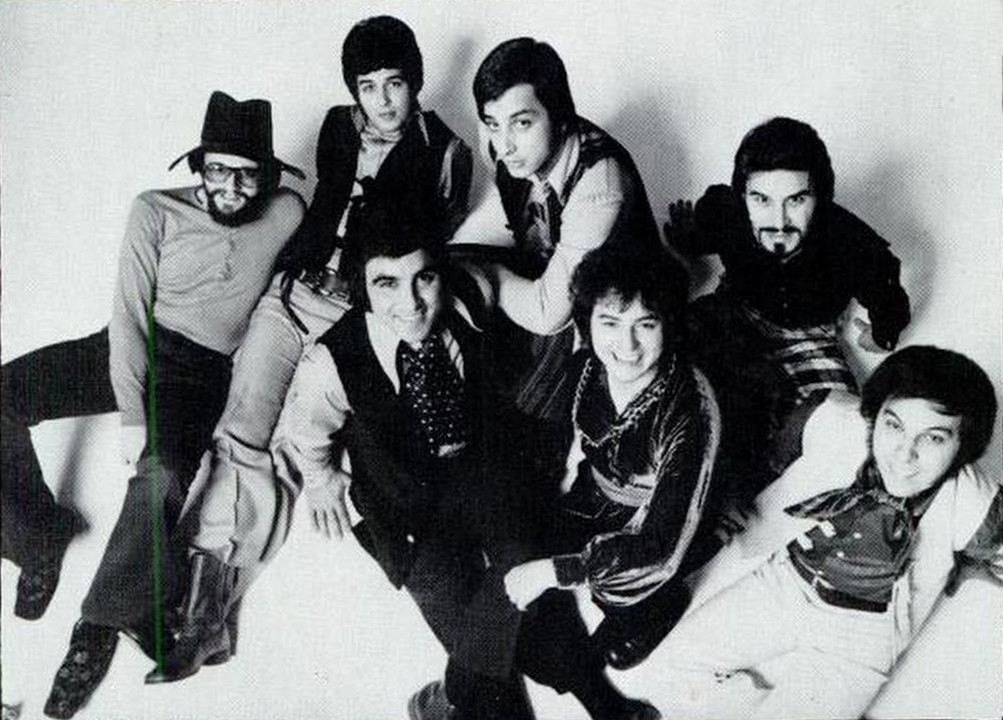
커프 링크스

커프 링크스(The Cuff Links)는 미국 뉴욕주 스태튼아일랜드 출신의 록/팝 스튜디오 그룹이다. 표면적인 밴드는 1969년 《Tracy》로 US 9위를 기록했으며, 전체적으로 론 단테가 제공하는 풍부한 조화로운 보컬을 가지고 있다. 이 트랙은 단테에 의해 하루에 6번이나 녹음되는 일련의 세션의 일부로 제작되었으며, 다양한 밴드 이름으로 발매되었다. 단테는 첫 번째 앨범 이후 활동을 중단했으며, 이후 싱글 보컬은 조이 코드 또는 루퍼트 홈즈가 제공했다.